# Neurologia i Neurochirurgia Polska
Neurologia i Neurochirurgia Polska  – najstarsze polskie czasopismo neurologiczne, dwumiesięcznik. Publikuje recenzowane prace w języku angielskim, poświęcone neurologii klinicznej i neurochirurgii. Pierwotnie ukazywało się pod nazwą „Neurologia Polska”.
Pierwszy numer został wydany w 1910. W Komitecie Redakcyjnym znajdowali się m.in. Józef Babiński, Maksymilian Biro, Edward Flatau, Samuel Goldflam, Kazimierz Orzechowski, Jan Piltz, Władysław Sterling. W 1922 „Neurologia Polska” stała się organem Warszawskiego Towarzystwa Neurologicznego, obecnie jest także oficjalnym pismem Polskiego Towarzystwa Neurologicznego. 
Czasopismo jest indeksowane m.in. przez Science Citation Index, Medline i Chemical Abstracts. Impact Factor w roku 2018 wynosił 1.006.
Na liście czasopism punktowanych przez polskie Ministerstwo Nauki znajduje się na pozycji nr 14947 z 100 punktami.